# Katoenbrug (Haarlem)
De Katoenbrug, aanvankelijk Kinderhuissingelbrug genoemd, is een vaste brug in Haarlem. De brug overspant sinds 2008 de Kinderhuissingel en is uitgevoerd als fietsbrug. De brug verbindt de Kinderhuisvest en het verlengde van de Nieuwe Gracht met de Garenkokerskade en de kade van de Kinderhuissingel.
De brug werd in 2010 vernoemd naar de voormalige katoenindustrie in de stad. Zo was in het Garenkokerskwartier de katoenfabriek van Prévinaire gevestigd. De brug is ontworpen door Syb van Breda, dan werkend voor Royal Haskoning, en Jorge Moura. De brug wordt gedragen door één lange metalen buisoverspanning in boogvorm tussen de landhoofden.
In 2008 was er een rechtszaak tussen de gemeente Haarlem en het bouwbedrijf wegens overschrijding van de kosten. De brug is nagenoeg tegelijk gerealiseerd met de Rozenhagenbrug over de Kloppersingel.